# عباس‌آباد (بروجرد)
عباس‌آباد روستایی است در شهرستان بروجرد در استان لرستان. این روستا در دهستان شیروان در بخش مرکزی این شهرستان قرار دارد.

## جمعیت
بنابر سرشماری مرکز آمار ایران، جمعیت این روستا در سال ۱۳۸۵، برابر با ۵۴۴ نفر بوده‌است که از این میان ۲۸۹ نفر مرد و بقیه زن بوده‌اند. عباس‌آباد ۱۳۲ خانوار جمعیت دارد.